# Markens
Het Markers is het dialect van het voormalige eiland Marken. Het is op het eiland zelf bekend als Mèrekers. Het Markers is een Waterlands dialect en het vertoont dan ook vooral overeenkomsten met het Volendams en andere Waterlandse dialecten. Het Markers is ook verwant aan het West-Fries en het Zaans.
In 1953 verscheen postuum de zeer uitgebreide dialectstudie van Jac. van Ginneken, Drie Waterlandse dialecten. In dit boekwerk, bestaande uit twee delen, wordt het Markens zeer uitgebreid besproken.

## Onderzoek
Al sinds Marken bewoond is zullen de bewoners van het eiland wel hun eigen dialect gesproken hebben. Pas in de 19e eeuw wordt het Marker dialect voor het eerst beschreven door Francis Allan, die van 1850 tot 1863 hoofdonderwijzer op Marken was. Zijn beschrijving is beknopt; hij geeft een aantal typisch Marker woorden en merkt op dat de Markers de "h" niet uitspreken.
Iets uitgebreider gaat Johan Winkler op het dialect in, en wel in zijn beroemde Dialecticon uit 1874. Hij typeert het Markers als Waterlands, en veronderstelt dat het dialect is afgeleid van het Fries of Oudfries. Het Markers behield, aldus Winkler, meer dan het andere Waterlands haar Friese grondslag. Hij geeft een bijbeltekst in het Markers als voorbeeld voor het dialect. 
In 1935 presenteert de toen nog beginnend taalkundige K. H. Heeroma zijn proefschrift Hollandse dialektstudies. Hierin geeft hij een beschrijving van de klankstructuur van het Marker dialect. In 1953 volgt dan de grote, alles omvattende studie van Van Ginneken, die het Markers tot een van de best beschreven dialecten van het Nederlands heeft gemaakt.

## Kenmerken
Doordat er zoveel onderzoek naar het Markens gedaan is, zijn de kenmerken van dit dialect tot in detail bekend. Hier zullen we enkel op opvallende kenmerken kunnen ingaan.

### Marker klanken
De klankleer van het Markens vertoont een aantal opvallende verschillen met het AN. Vooral bij de klinkers zijn de verschillen erg groot. 

#### klinkers
Typisch is dat in het Markens verschil wordt gemaakt tussen de korte ei en de lange ij. De laatste klinkt ongeveer als ai (blaive, taid, raik, snaie)  terwijl de "ei" meestal als aa klinkt, op het woordeind echter als aai: klaan, zaal, wanig, klaai. Waar het AN een "aai" heeft heeft het Markens dan meestal weer een oai: droaie, kroaie, woaie. Opmerkelijk is naaie, "naaien", dat geen "oai" heeft en dus eigenlijk de Markense versie van het niet-bestaande "neien" is.
Er wordt weleens gezegd dat zij van Marken de ee en de aa door elkaar halen, en inderdaad klinkt de AN "ee" op Marken weleens als een aa: aand is "eend" en vlaas is "vlees". Toch zijn deze woorden uitzonderingen - wat er hier gebeurd is, is dat de AN "ee" in deze woorden een "ei" heeft opgeleverd. "Vleis" komt in heel Noord-Holland voor, en werd op Marken natuurlijk vlaas. Meestal levert de AN "ee" in het Markens een soort 'ej', waarin de 'e' lang wordt aangehouden. We schrijven deze klank gewoon als ee: breed, kleed, meest. Deze ee komt soms ook op plekken, die in het AN een "aa" kennen: schaap is scheep, avond is evend en een jaar is een jeer. "Staan" en "gaan" zijn steen en geen. Maar ook de ao komt voor: maon, paord, maoke enz. Ook: vaor voor "vader". 
Veel woorden die in het AN een "oe" hebben, hebben in het Markens oo. Zo zijn daar: rope, groop, book, kook voor "roepen", "groep", "boek" en "koek". Voor d, n, t, r, l en klinkers klinkt wel oe: stoel, ontmoete, broer, bemoeie etc. De oo komt verder vrij algemeen op de plaats van AN "oo" voor: bove, lope, boog. Toon betekent "teen". Soms komt de oo ook op de plaats van een AN "ooi", bijvoorbeeld in het veelvoorkomende woord noot (nooit).
De "ui" blijft in het Markens gewoon een ui: uis is "huis" en muis is "muis". In sommige woorden klinkt de ui nog als een uu: buul (zakje, buidel), kuul (deel ve schip, kuil) en tuut (tuit) zijn voorbeelden. Verder komt de uu soms in plaats van de "ee" in "eeuw" te staan. Een "meeuw" is op Marken meestal een muuf. 
Iets heel merkwaardigs gebeurt er in het Markens voor de n. De gewone "a" wordt dan een "aa" en de gewone "i" zelfs een "ai": laand, taand, daanse voor land, tand en dansen, en kaind, waind en twaintig voor kind, wind en twintig. Een verwante klank, de ei, treedt (of trad) in deze posities op in het Aalsmeers en in het Hollandse rivierengebied. De "o" verandert in een "ou": gezound, ound en round voor gezond, hond en rond. Ook het voorvoegsel "on-" levert oun- op: ounwais is "onwijs".

#### medeklinkers
Bij de medeklinkers valt een aantal dingen op. De h wordt op Marken nooit uitgesproken. De combinatie "sch-", die op veel plaatsen in Noord-Holland als "sk-" klinkt, is in het Markens juist, net als in het AN, sch-. De "v" en de "z" klinken aan het begin van een woord meestal als f en s. Dit verschijnsel is in de omgeving zeer algemeen.
De g valt soms weg: vro is het Marker woord voor "vroeg" (tijdsbepaling). Deze g-wegval is niet regelmatig; de verleden tijd van "vragen" is ook in het Markens vroeg. Iets merkwaardigs is er aan de hand met de "w". Deze kan soms aan het woordeind tot een f worden: spruuf, ruuf, nuuf voor "spreeuw", "ruw" en "nieuw". Dit verschijnsel is vooral bekend uit het Brabants.

### Marker woorden
De Marker woordenschat is door Van Ginneken op een systematische manier vastgelegd: steeds werden per thema de woorden gegeven, die in het Markens voor dat thema of woordveld typisch waren. Tot in detail is zo de Marker woordenschat bekend geworden en vergeleken met het Volendams en het Monnickendams. Soms schiet de woordkennis van de Marker informanten blijkbaar tekort; bij het woordveld "Schaken" is geen enkel Marker woord opgetekend. Van Ginneken neemt aan dat het schaakspel op Marken wel nooit gespeeld zal worden, als geen van zijn informanten het kent.  
De manier waarop in Marken woorden gevormd worden, wijkt nauwelijks af van de woordvorming van de andere Waterlandse dialecten, al moet de uitzonderingspositie van het Volendams natuurlijk wel in acht worden genomen; het Markens vindt meer aansluiting bij de overige Waterlandse dialecten dan bij dat van het zo nabij gelegen Volendam.

#### werkwoorden
Typisch bij werkwoorden is vooral de tweede persoon enkelvoud: je ewwe in plaats van "jij hebt", en je binne in plaats van "jij bent". Zoals vaker is het werkwoord "zijn" (weze) behoorlijk onregelmatig. Naast je binne komt zelfs, verouderd, jai bint en ook wai bint voor. Voor "wij waren" zegt de Marker: wai wazze. Verder opvallend: "kunnen" is altijd kenne, "zullen" is selle. Ook bij kenne, selle en doen komt de meervoudsvorm op -t voor: wai kent, jullie selt, sullie doent.
De -t vormen in het Markens doen wel aan het Nedersaksisch denken. Een ander typisch Markens kenmerk dat verder in geen enkel Waterlands dialect voorkomt is de vocaalverkorting in de derde persoon enkelvoud - en ook dit kenmerk komt terug in het Nedersaksisch. "Hij loopt" is zo ai lopt (ik loop), "hij slaapt" wordt ai slept (ik sleep) etc.
Het voltooid deelwoord wordt in het Markens niet met "ge-" maar met e- gevormd: elope, edeen, eweest voor "gelopen", "gedaan" en "geweest". Het voltooid deelwoord van ewwe is echter ad, hier is de e- voor de klinker weggevallen. Van ieten (heten) is het dan ook: iete (geheten). 
De verleden tijd wordt in het Markens heel vaak gevormd met een voltooid deelwoord. De onvoltooide tijd als in "ik ving" en "ik schoot" komt niet erg vaak voor: ik ew evonge, ik ew eschote. Het bijna ontbreken van onvoltooide tijden (behalve bij frequente werkwoorden als weze, doene etc.) is typisch voor Waterlandse dialecten.

#### persoonlijke voornaamwoorden
Een bekend verschijnsel van het Markens is het voorkomen van vele "elkaar"-vormen in het dagelijks taalgebruik. Typisch is het zinnetje: jammekaor allegaor mit mekaor ete brood van ummekaor: jullie allemaal met elkaar eten brood van anderen. Zo bont maakt de Marker het niet vaak, maar feit is dat zodra een woord als sullie (zij) nadruk krijgt, het verandert in sammekaor (zij daar). jammekaor doene et, sammekaor doene et niet. 
De vormen uimekoar, jammekoar, sammekoar zijn afkomstig van de voornaamwoorden uis (ons), jai (jij) en sai (zij). Uis is eigenlijk een bezittelijk voornaamwoord, normaal voor "wij" is wai. Andere bezittelijke voornaamwoorden zijn: main, jaw, zain, eur, (uis), jammekaors en ummekaors.  
Bijzonder is dat het bezittelijk voornaamwoord ook als meewerkend voorwerp gebruikt kan worden, en na voorzetsels. Het meest in het oog springt dit bij het gebruik van zain op plekken waar het AN "hem" heeft. ai geeft et an zain, dit is van zain, mient-ie zain? ("bedoelt hij hem") etc. Ook: ai geeft et an main, ik geef et an jaw, jai geve et an ummekaor. Zoals in veel Noord-Hollandse dialecten komt de AN-vorm "het mijne", "het jouwe" niet in het Markens voor. Men zegt er maines, jawes etc. En dan natuurlijk: jammekaors.
Het wederkerend voornaamwoord is in het AN natuurlijk "zich", maar dat woord komt in de Hollandse dialecten oorspronkelijk niet voor. Bekend uit onder andere het Amsterdams is het gebruik om "zichzelf" uit te drukken als "zijn eigen". Dit komt in heel Noord-Holland voor, maar niet op Marken. Het Markens lijkt in dezen wel op het Engels: "zichzelf" vertaalt men er als emsellef (Eng. himself). Zinnen als "hij wast zich" en "zij wassen zich" worden in het Markens: ai west em en sammekaor weske der.

#### zelfstandige naamwoorden
Zelfstandige naamwoorden kunnen in het enkelvoud en in het meervoud voorkomen. Het Markens behoudt een aantal merkwaardige meervoudsvormen, waarvan sommige algemeen Waterlands of zelfs Noord-Hollands zijn, maar anderen toch echt heel typisch Markens. Een voorbeeld voor de laatste groep zijn woorden als dook en kook (doek en koek). Vanouds hebben zij op Marken geen onderscheiden meervoudsvorm: twee dook staat voor "twee doeken". Typisch Markens is ook het meervoud fende van "vent". Men zou "vent" in het Markens dus moeten vertalen als fend. Het Markense woord kaind (kind) heeft een onregelmatig meervoud: kaiere. Het woord aai (ei) heeft, naast een gewoon meervoud aaiere ook de tussenvorm aare.
Verder opvallend zijn een aantal meervouden op -s: maot-maos, knecht-knechs, ui-uies, seun-seuns, neef-neefs en meer regelmatig bij woorden op -ing: ketting-kettings, tweeling-tweelings ea. Direct afgeleid van deze groep is de groep meervouden op -se: zij zijn een stapelvorm van een meervoud op -s gevolgd door een meervoud op -e. Voorbeelden zijn: maad-maase (meid) en knie-kniese. De andere meervouden, op -e, zijn zoals in het AN: schip-schepe, dak-daoke, and-ande, star-starre, bien-biene voor de Marker woorden voor schip, dak, hand, ster en been.
De verkleinvormen komen in het Markens meer met het AN overeen dan in de meeste Noord-Hollandse dialecten. Waar men in veel plaatsen van Noord-Holland "mantje" en "boltje" hoort zeggen, kent Marken gewoon mannetje en bolletje. Vormen op -ke, die in heel Noord-Holland in bepaalde woorden voorkomen, kent het Markens evenmin. Het Markens sluit wel bij de overige Noord-Hollandse dialecten aan met de vormen op -ie: kist-kissie, waif-waifie, ok-okkie. Bijzonder zijn: slee-sleesie, knie-kniesie. Deze vormen laten zich naar hun meervoud op "-se" verklaren.

#### bijvoeglijke naamwoorden en bijwoorden
De verbuiging van de bijvoeglijke naamwoorden is op Marken niet veel anders dan in het AN. Afwijkend is ze alleen bij stoffelijke bijvoeglijke naamwoorden; waar deze zich in het AN niet verbuigen (gouden blijft gouden), daar doen zij dat in het Markens wel: een gouwe ring, een gouw orlosie, een ketoen emd, een stien uis etc. 
Bij bijwoorden vallen een aantal dingen op. Opvallend is het voorkomen van bijwoorden met een e- als voorvoegsel: ai is eweg, nag elange nie, et is echt ewaor. Bij de bijwoorden vinden we ook, anders dan bij de zelfstandige naamwoorden, een verkleining op -ke en wel in het woord noukes ("nou eventjes"). 

#### lidwoorden
Bij de lidwoorden valt als eerste op dat een aantal woorden een ander geslacht heeft dan in het AN. Woorden die in het AN met "de" gaan, maar in het Markens met et zijn: et lei, et lineaol, et mesiek en de seizoenen in de samenstelling met "van": fan t seumer, fan t wainter. Woorden die in het AN met "het" maar in het Markens met de gaan zijn: de circus, de dessel, de raom, de schilderai, de slaim, de snot, de stof en de windrichtingen: om de oost voor "in het oosten". Op het eiland Marken loopt nog een kanaal, dat de Markers de Knaol noemen. Elk ander kanaal heet toch et knaol. 
In sommige vaste constructies gebruikt een Marker geen lidwoord, terwijl dat in het AN wel voorkomt: in sloot in plaats van "in de sloot", op solder in plaats van "op de zolder" ea. Andersom kan het ook: fan de nacht in plaats van "vannacht", op een bed elege in plaats van "op bed gelegen".

#### de woorden ja en neen
In het Markens dialect worden de woorden jao en neen vervoegd. Als "ja" op de eerste persoon slaat, bijvoorbeeld als reactie op de vraagzin geen jai nag ete (ga je nog eten), klinkt het als: weljaodik of weljao'k bij bevestiging, en als welnenik bij ontkenning. 
Dit vervoegen van "ja" en "nee" komt in de andere Waterlandse dialecten ook nog voor. Op veel plaatsen in Noord-Holland zien we relicten van dit systeem, bijvoorbeeld in "weljaat", dat in veel West-Friese dialecten voor de derde persoon onzijdig gebruikt wordt (Markens: weljaodet). Het Tessels is voor zover bekend het enige niet-Waterlandse dialect dat het systeem in volle glorie behouden heeft. Verder zien we het terug in met name het West-Vlaams.

#### bij- en spotnamen
Merreke (Marken) is lang een eiland geweest, en zoals op veel andere eilanden, bezagen de Markers de Wal (het vasteland) met enig wantrouwen. Zoals overal in Nederland werden mensen van andere, rivaliserende dorpen of steden met een spotnaam betiteld. Vooral Volendam is bij de eilanders niet populair; de bewoners van dit dorp worden kwakzakke genoemd. De bewoners van Edam heten op Marken muske (mussen), en zij van Monnickendam worden troeters genoemd. Lui van Hoorn zijn krentebolle en mensen uit het Gooi staan wel als kluisproppe bekend. Niet-Markers in het algemeen noemt men langjasse of langbroeke.
De Marker gemeenschap is klein en iedereen kent elkaar. Vaak worden dan ook bijnamen gebruikt. Op Marken gebruikt men deze bijnamen vaak stiekem, ze worden niet gauw een persoon recht in het gezicht gezegd. Bijnamen worden dan ook vaak als kwetsend ervaren. Van Ginneken wilde voor zijn studie een lijst van Markense bijnamen opstellen, maar om de genoemde redenen lag dat voor de eilanders erg moeilijk. Van Ginneken raakte er een taboe van de Marker samenleving mee, en op het eiland ontstond een zekere onrust als gevolg van Van Ginnekens onderzoek. Uiteindelijk heeft de onderzoeker ervoor gekozen in zijn boek geen aandacht aan de Marker bijnamen te geven.

### Markense zinnen
De zinsbouw van het Markens wijkt nauwelijks af van die van het AN. In veel Noord-Hollandse dialecten komen zinnen als "ik heb mij overhalen (ge-)laten" voor, die vaak als bewijs voor de Friese wortels van de Noord-Hollandse (en met name West-Friese) dialecten worden aangehaald. In het Markens hoort men hier toch meestal: ik ew main lete overaole. 
Van Ginneken veronderstelt in zijn studie naar het Markens dat het dialect in een overgangsfase zou zitten; hij noteerde zinnen als: daogelang ew ik plat op main stoel sitte moete, zinnen die inderdaad typisch zijn voor de andere Noord-Hollandse dialecten. Tegenwoordig is de AN-volgorde in het Markens overheersend geworden: daogelang ew ik op main stoel moete sitte. 
Het Markens is wel typisch Noord-Hollands als het gaat om de voorkeur voor zinnen als ik bin lopende ekomme in plaats van "ik ben komen lopen". In het AN geldt "ik ben lopende gekomen" als ouderwets, maar in heel Noord-Holland boven het IJ, en dus ook op Marken, komen dergelijke zinnen in de spreektaal voor. 
Een ander kenmerk van Markense zinnen dat ook buiten Marken in de spreektaal terugkomt, is de mogelijkheid een dubbele ontkenning te gebruiken. Een Marker kan zeggen: ik ew er noot gienien ad voor "ik heb er nooit een gehad". Heel vaak komt de dubbele ontkenning in het Markens echter niet voor.

## Het Markens tegenwoordig
Na de grootschalige studie van Van Ginneken werd het in wetenschappelijke kringen wat stil rond het Markense dialect. Het dialect dat tegenwoordig op Marken gesproken wordt, wijkt af van het dialect dat Van Ginneken beschreef (en op deze Wiki beschreven is). Veel eigenaardigheden raakt het Markens langzaam aan kwijt, onder invloed van de massamedia en de vestiging van niet-Markers op het eiland. Toch wordt ook vandaag de dag nog het dialect door jongeren gesproken, en woorden als helegaor voor "helemaal" blijken taai. Of het Markens in de toekomst behouden blijft, zal de tijd leren.